# Boldhusgade
Boldhusgade er en kort brolagt gade i Indre By i København. Den går fra Ved Stranden i sydvest til Admiralgade i nordøst, hvorfra den fortsætter som Laksegade.
Gaden blev anlagt i 1625 og hed oprindeligt Adelstredet. Det nuværende navn skyldes et såkaldt boldhus, som blev opført af kong Christian 4. ved den sydlige side af den senere gade i 1597. Det blev benyttet af de kongelige på Københavns Slot til en form for langbold og andre fornøjelser. På et tidspunkt efter 1614 blev der opført skipperboder, boliger for flådens mandskab, i området. Der opførtes så et nyt boldhus ved den nuværende Slotsholmsgade. Det gamle boldhus nævnes dog stadig i midten af 1600-tallen, og det er derfor usikkert, hvornår det blev revet ned.

## Bygninger og beboere
Gaden blev fuldstændigt ødelagt under Københavns Brand 1795, og alle de nuværende bygninger er derfor opført i årene umiddelbart efter. De er alle fredede.
Den nordvestlige side af gaden (lige numre) består af fire ejendomme. Studenterforeningen holdt til i nr. 2 fra 1824 til 1835 og igen fra 1844 til 1863. Forfatteren H.C. Andersen kom her af og til for at læse aviser og for at læse op af sine egne værker. Forfatteren Arthur Abrahams kom her også i sin studentertid. Bygningen har senere huset Boldhus Teatret, der dog havde indgang rundt om hjørnet fra Admiralgade. Hjørneejendommen Ved Stranden 10, der har fem fag mod Boldhusgade, hedder Sundorphs Hus. Den røde ejendom i barokstil blev opført for enkefrue M. C. Sundorph i 1796-1797.
På den sydøstlige side af gaden er der kun to ejendomme. Boldhusgade 1/Admiralgade 28 er fra 1798-1799 og blev opført af bygmestrene Frantz Phillip Lange og Lauritz Thrane. Kælder og stueetage er kvaderpudset, mens resten er i røde sten med Hamborgfuger. Ved Stranden 8, der har ni fag mod Boldhusgade, blev opført for guldsmeden Christian Nielsen Lindbach i 1796-1797.